# Хуанхуі
Хуанхуі (ісп. Juanjuí) — місто в Перу, адміністративний центр провінції Марискаль-Касерес.

## Географія
Лежить у Північному Перу на річці Уайяґа (басейн Мараньйону).

### Клімат
Місто знаходиться у зоні, котра характеризується вологим тропічним кліматом. Найтепліший місяць — грудень із середньою температурою 27.2 °C (81 °F). Найхолодніший місяць — липень, із середньою температурою 25.3 °С (77.5 °F).
| Клімат Хуанхуі          | Клімат Хуанхуі | Клімат Хуанхуі | Клімат Хуанхуі | Клімат Хуанхуі | Клімат Хуанхуі | Клімат Хуанхуі | Клімат Хуанхуі | Клімат Хуанхуі | Клімат Хуанхуі | Клімат Хуанхуі | Клімат Хуанхуі | Клімат Хуанхуі | Клімат Хуанхуі |
| Показник                | Січ.           | Лют.           | Бер.           | Квіт.          | Трав.          | Черв.          | Лип.           | Серп.          | Вер.           | Жовт.          | Лист.          | Груд.          | Рік            |
| Середній максимум, °C   | 31,1           | 30,7           | 30,7           | 30,9           | 31             | 30,5           | 30,1           | 30,7           | 31,2           | 31,6           | 31,7           | 31,7           | 31             |
| Середня температура, °C | 27,1           | 26,9           | 26,6           | 26,5           | 26,2           | 25,6           | 25,3           | 26,1           | 26,5           | 26,7           | 26,9           | 27,2           | 26,5           |
| Середній мінімум, °C    | 20,3           | 19,8           | 19,7           | 19,7           | 19,4           | 18,2           | 17,7           | 18,2           | 18,6           | 19,5           | 19,8           | 19,4           | 19,2           |
| Норма опадів, мм        | 109            | 147.9          | 182.1          | 181.9          | 127.6          | 79.6           | 72.1           | 71.8           | 102.5          | 171.9          | 157.9          | 123            | 1527.3         |
| Днів з опадами          | 14,7           | 14,7           | 14,6           | 12,8           | 11,8           | 9              | 9,4            | 7,4            | 10,2           | 12,7           | 12,4           | 13,5           | 143,2          |
| Вологість повітря, %    | 75.2           | 73.9           | 79.2           | 80             | 79.9           | 79.1           | 76.5           | 73.6           | 74.5           | 76.4           | 76.1           | 75.3           | 76.6           |
| ----------------------- | -------------- | -------------- | -------------- | -------------- | -------------- | -------------- | -------------- | -------------- | -------------- | -------------- | -------------- | -------------- | -------------- |
| Джерело: Weatherbase    |                |                |                |                |                |                |                |                |                |                |                |                |                |